# أوليسس ألفريدو كاستيلو
أوليسس ألفريدو كاستيلو (بالإسبانية: Ulises Castillo) هو دراج مكسيكي، ولد في 5 مارس 1992 في لوس موتشيس في المكسيك.

## وصلات خارجية
- أوليسس ألفريدو كاستيلو على موقع الاتحاد الدولي للدراجات (الإنجليزية)
- أوليسس ألفريدو كاستيلو على موقع أرشيف الدراجات (الإنجليزية)
- أوليسس ألفريدو كاستيلو على موقع إحصائيات الدراجات الإحترافية (الإنجليزية)
- أوليسس ألفريدو كاستيلو على موقع نسبة الدراجات (الإنجليزية)
- أوليسس ألفريدو كاستيلو على موقع أوليمبيديا (الإنجليزية)